# Гревенкруг
Гревенкруг (њем. Grevenkrug) општина је у њемачкој савезној држави Шлезвиг-Холштајн. Једно је од 165 општинских средишта округа Рендсбург. Према процјени из 2010. у општини је живјело 237 становника. Посједује регионалну шифру (AGS) 1058063.

## Географски и демографски подаци
Гревенкруг се налази у савезној држави Шлезвиг-Холштајн у округу Рендсбург. Општина се налази на надморској висини од 36 метара. Површина општине износи 4,2 km². У самом мјесту је, према процјени из 2010. године, живјело 237 становника. Просјечна густина становништва износи 57 становника/km².